# Station Saint-Raphaël-Valescure
Station Saint-Raphaël - Valescure is een spoorwegstation in de Franse gemeente Saint-Raphaël.